# Spanien i olympiska vinterspelen 1972
Spanien deltog med tre deltagare vid de olympiska vinterspelen 1972 i Sapporo. Totalt vann de en guldmedalj.

## Medaljer

### Guld
- Francisco Fernández Ochoa - Alpin skidåkning, slalom.